# Olympische Jugend-Winterspiele 2016/Teilnehmer (Mexiko)
| Gelbes Symbol für Goldmedaillen mit stilisierten Olympischen Ringen | Graues Symbol für Silbermedaillen mit stilisierten Olympischen Ringen | Braundes Symbol für Bronzemedaillen mit stilisierten Olympischen Ringen |
| ------------------------------------------------------------------- | --------------------------------------------------------------------- | ----------------------------------------------------------------------- |
| —                                                                   | —                                                                     | —                                                                       |

Mexiko nahm an den Olympischen Jugend-Winterspielen 2016 in Lillehammer mit zwei Athleten in zwei Sportarten teil.

## Sportarten

### Ski Alpin
| Jungen              |              |             |    |             |    |             |    |
| Jocelyn McGillivray | Riesenslalom | 1:31,32 min | 32 | 1:27,53 min | 29 | 2:58,85 min | 29 |
| Jocelyn McGillivray | Slalom       | 1:07,17 min | 32 | 1:00,68 min | 27 | 2:07,85 min | 27 |

### Freestyle-Skiing

#### Skicross
| Athleten              | Wettbewerb | Qualifikation | Qualifikation | Vorlauf | Vorlauf | Halbfinale         | Finale             |
| Athleten              | Wettbewerb | Zeit          | Rang          | Punkte  | Rang    | Position           | Position           |
| --------------------- | ---------- | ------------- | ------------- | ------- | ------- | ------------------ | ------------------ |
| Jungen                |            |               |               |         |         |                    |                    |
| Fernando Soto Herrera | Skicross   | 47,28 s       | 16            | 8       | 13      | nicht qualifiziert | nicht qualifiziert |